# Baryton (instrument muzyczny)

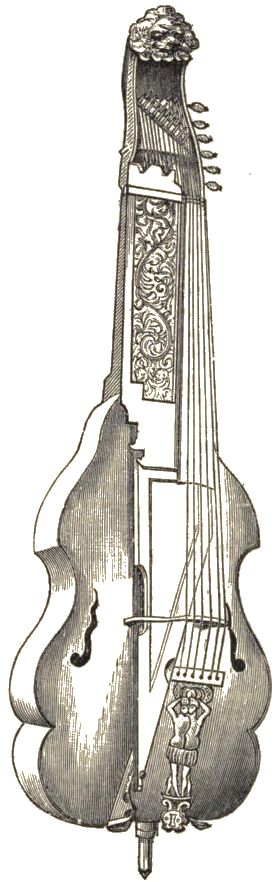
Baryton sześciostrunowy

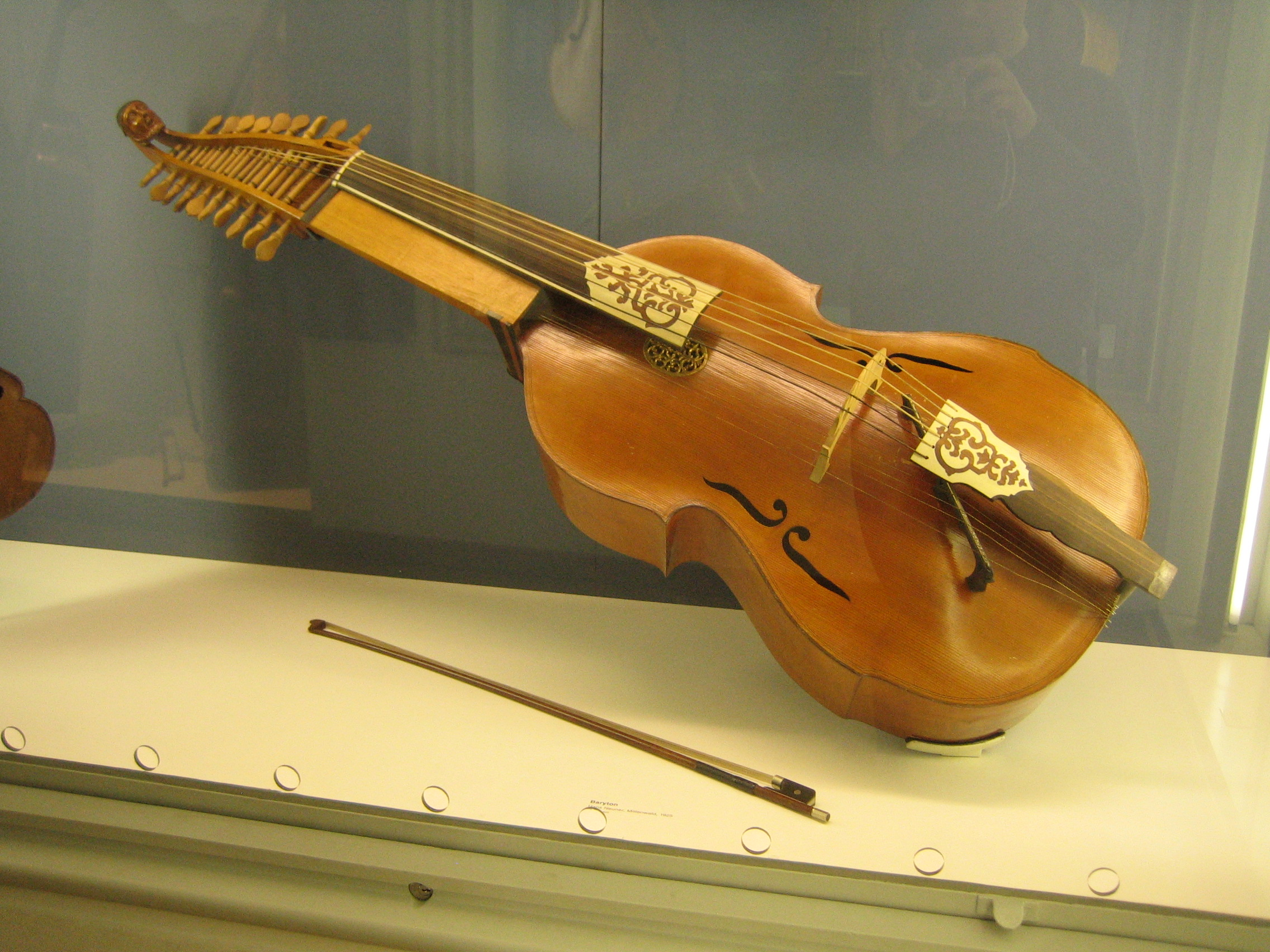
Baryton, Deutsches Museum

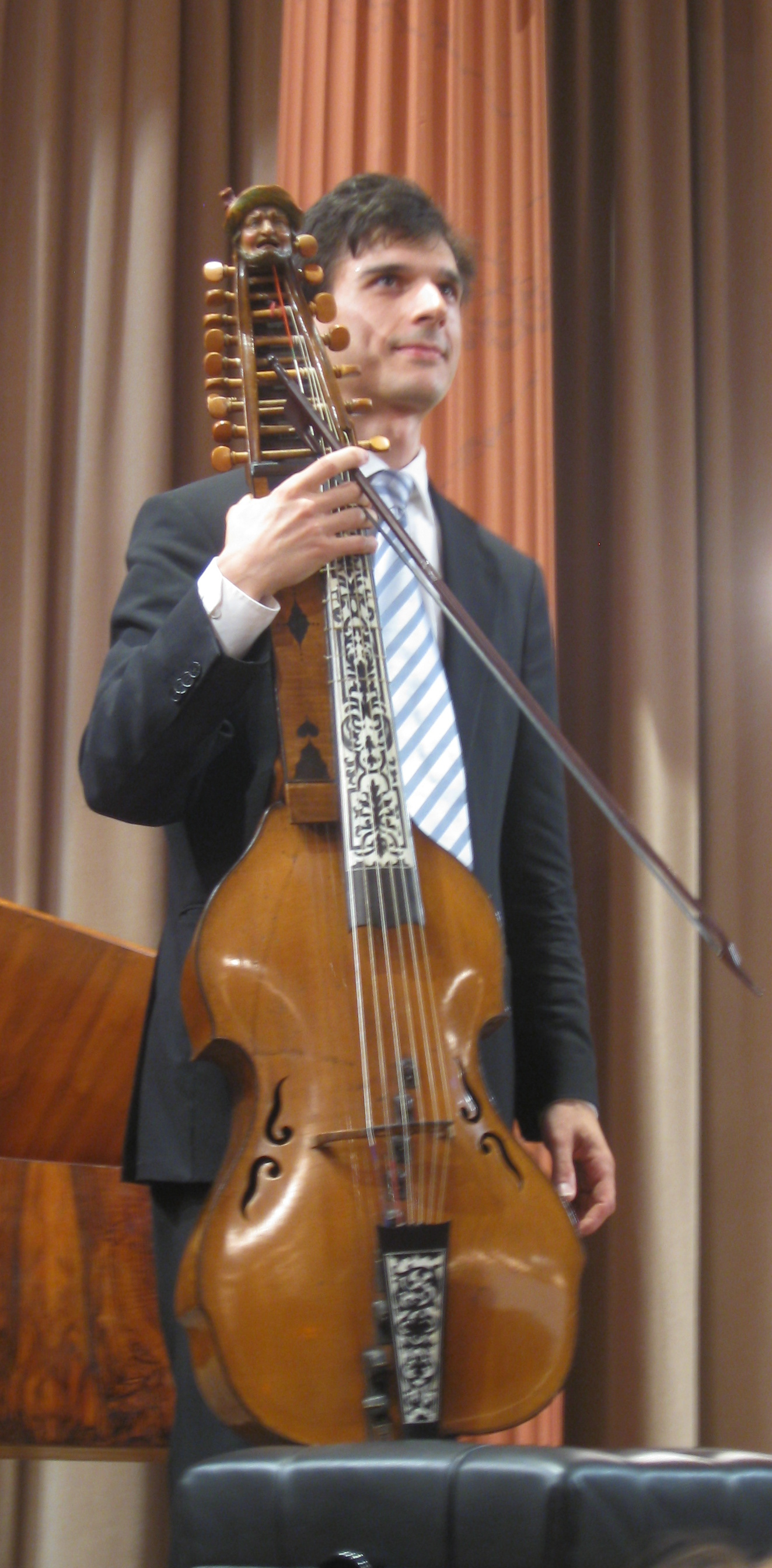
Christoph Urbanetz trzymający baryton (Daniel Achatius Stadlmann, 1732) z majątku Josepha Haydna, obecnie w posiadaniu Gesellschaft der Musikfreunde w Wiedniu

Baryton (wł. viola di bordone) – nisko brzmiący smyczkowy instrument strunowy z rodziny viol wielkości wiolonczeli.

## Nomenklatura
Nazwa baryton jest zapożyczeniem francuskiego słowa baryton czy włoskiego baritono i ostatecznie pochodzi z połączenia greckich słów bary i  tonos – nisko brzmiący.
Istnieje wiele alternatywnych nazw i sposobów zapisu, jak: bariton, barydon, paradon, paridon, pariton, viola paradon, viola di bordoni, viola di bardone, viola di bordone. Czasem – jakkolwiek niepoprawnie – używana jest też nazwa lyra bastarda.

## Budowa instrumentu
Instrument był zaopatrzony w sześć lub siedem strun jelitowych, strojonych na dźwięki (A), D, G, c, e, a, d¹, podobnie jak viola da gamba tenorowo-basowa, znajdujących się nad podstrunnicą zaopatrzoną w progi ze strun. Pod nimi znajdowała się 9–10 metalowych strun rezonansowych, podobnie jak w violi d’amore, strojonych zazwyczaj na dźwięki A, d, e, fis, g, a, h, cis¹, d¹. Pełniły one dwojaką rolę: współbrzmiały w czasie gry z pocieranymi smyczkiem strunami nad podstrunnicą, wzbogacając brzmienie instrumentu, mogły być też szarpane lewym kciukiem grającego, tworząc w ten sposób nową jakość brzmieniową. Liczba tych strun mogła się jednak znacznie różnić w poszczególnych instrumentach. Istniały też instrumenty zupełnie nietypowe, np. Andreas Lidl (1769–1774), wiolonczelista z kapeli Esterházych, miał instrument z 27 strunami rezonansowymi.

## Baryton historyczny
Istnieje dziś zaledwie około 50 barytonów historycznych – w formie dokumentacji lub zachowanych instrumentów. Wiele z nich zostało jednak przerobionych, więc śledzenie historii barytonu nie jest łatwe.
Jeśli chodzi o pochodzenie instrumentu, powstał on prawdopodobnie w Anglii na początku XVII wieku, kiedy to cechy dwóch instrumentów – violi da gamba i pandory –  zostały połączone w jednym instrumencie hybrydowym. Wczesne dowody istnienia barytonu znajdujemy w dziele Marina Mersenne’a Cogitata Physico-Mathematica (1644).  Mersenne stwierdził, że Anglicy zbudowali violę lub lirę podziwianą przez króla Jakuba. Instrument miał sześć strun pocieranych smyczkiem oraz struny metalowe pod gryfem. Kciuk lewej ręki zarywał struny metalowe, które brzmiały równocześnie z dźwiękami wydobywanymi za pomocą smyczka. Jeśli ta informacja jest ścisła, baryton musiał być znany w Anglii przed  rokiem 1625, kiedy skończyło się panowanie króla Jakuba".
Najstarszy baryton, który przetrwał do dziś, pochodzi z roku 1647. Został wykonany przez Magnusa Feldlena w Wiedniu i znajduje się obecnie w kolekcji instrumentów muzycznych Royal College of Music w Londynie.
W 1744 roku w Londynie został ogłoszony występ w Marylebone Gardens, gdzie Mr Ferrand grał  na "paritonie, instrumencie, który nigdy wcześniej nie brzmiał publicznie".
Instrument nigdy nie było szczególnie popularny, ale "uzyskał pewne poważanie w kręgach dworskich, zwłaszcza w południowych Niemczech i Austrii". Baryton ery Haydna (który pozostawił 175 kompozycji na baryton) w istotny sposób różnił się od wersji wcześniejszych: struny rezonansowe zostały nastrojone o oktawę wyżej niż poprzednio. To pomogło barytonowi wyróżniać się w triach barytonowych Haydna na tle pozostałych instrumentów (altówka, wiolonczela). Ponieważ twórczość Haydna zdominowała dzisiejszą praktykę wykonawczą, strojenie tego typu stało się standardem.

## Zastosowanie instrumentu
Baryton był powszechnie używany w Europie od końca XVII w. W okresie baroku był w niewielkim stopniu wykorzystywany w operach Attilio Ariostiego (1666–1729).
W XVIII w. instrument osiągnął szczyt swej popularności, do czego przyczynł się w znacznym stopniu książę Mikołaj Esterházy (1714–1790) – najbardziej znany barytonista, który bardzo lubił grać na tym instrumencie. Książę w umowie o pracę z Josephem Haydnem, zatrudnionym u niego od roku 1761, wymagał regularnego pisania kompozycji "na gambę". Książę intensywnie grał na barytonie w latach 1765–1775, potem jednak jego zainteresowania zwróciły się w kierunku teatru marionetek. Jednak to dzięki jego pasji baryton nie został zapomniany. Na długo przed początkiem jego panowania (1762–1790), w roku 1750 w Wiedniu został wykonany przez Johanna Joachima Stadlmanna szczególnie cenny instrument, ozdobiony skomplikowanymi rzeźbami oraz podstrunnicą wykonaną z kości słoniowej i hebanu, który trafił do rąk księcia. Miał on siedem strun nad podstrunnicą i dziesięć strun rezonansowych. Taki luksusowy, mistrzowski instrument był nie tylko narzędziem pracy artystycznej, ale też przedmiotem reprezentacyjnym i inwestycją kapitałową.
Z repertuaru z tego okresu najlepiej znanych jest 175 kompozycji Josepha Haydna, napisanych dla księcia Mikołaja Esterházyego. Wśród nich są następujące kompozycje:
- Divertimenti a 8 na baryton, kwintet smyczkowy i dwa rogi (Hob X:1–6,12);
- Divertimenti a 5 na baryton, altówkę, wiolonczelę i dwa rogi (Hob X:7–8,10);
- Divertimento a 4 na dwa barytony i dwa rogi (Hob X:9), zachowane w formie szczątkowej;
- 126 triów na altówkę, wiolonczelę i baryton (Hob XI:1–126), napisanych w latach 1762–1775, a więc we wczesnych latach kariery kompozytora;
- duet na baryton i wiolonczelę (Hob X:7,11);
- duety na dwa barytony oraz na baryton i wiolonczelę (Hob XII:1–18, 20–25), częściowo zachowane niekompletnie (nr 2, 6–18, 20–23);
- Kasacja na 2 barytony i basso continuo (Hob XII:19);
- trzy koncerty: dwa – na baryton i trzygłosową orkiestrę smyczkową (2 skrzypiec i bas), trzeci – na 2 barytony i taką samą orkiestrę (Hob XIII:1–3);
- Divertimento na fortepian, baryton i dwoje skrzypiec (Hob XIV:2).

Książę Mikołaj Esterházy zamawiał utwory na baryton również u innych kompozytorów. Wśród nich są 24 tria, które napisał Luigi Tomasini, koncertmistrz w orkiestrze dworskiej prowadzonej przez Haydna. Tylko trzy z nich są z altówką, pozostałe są ze skrzypcami. Alfred Lessing znalazł dwudzieste piąte trio barytonowe w klasztorze Heiligenkreuz pod Wiedniem.
Odnaleziono również 24 tria Josepha Burgksteinera (?) i Antona Neumanna (1740–1776).
Andreas Lidl (ok. 1740–1789; błędnie zwany Antonem) w latach 1769–1774 wiolonczelista w orkiestrze dworskiej Esterházych, swoją grą pozyskał w Paryżu, Londynie i Niemczech uwagę i uznanie dla barytonu. Opublikował sześć triów jako opus 1 w Londynie w roku 1776, następnych sześć – w Paryżu, i kolejnych sześć – w Londynie. Chociaż zostały one opublikowane ze skrzypcami lub fletem jako głosem wiodącym, można założyć, że Lidl grał je na barytonie, ponieważ już Haydn wybrał taką formę publikacji swoich triów barytonowych.
Utwory na baryton, które skomponował Sebastian Ludwig Friedel, nie zostały opublikowane i dlatego wydają się niedostępne, jeśli nie zaginione.
Ostatnim wybitnym solistą XVIII wieku, grającym na barytonie, był Karl Friedrich Abel (1723–1787), uczeń Jana Sebastiana Bacha, kompozytor oraz muzyk na dworach królewskich w Dreźnie i Londynie.
Kompozycje na baryton Haydna, jego uczniów i współpracowników stanowiły zasadniczo ostatni łabędzi śpiew barytonu. Od początku XIX wieku baryton wyszedł z mody, przestał przyciągać uwagę kompozytorów i został wkrótce zupełnie zapomniany – zarówno z powodu zmiany upodobań muzycznych i estetyki dźwiękowej, jak i z powodu znacznych trudności technicznych gry. W pierwszej połowie XIX w. działali już nieliczni wykonawcy.
W Berlinie działał wiolonczelista króla pruskiego, Sebastian Ludwig Friedel (1768–1830), rodem z Mannheimu, uznawany też za nadzwyczajnego barytonistę.
Vincenc Houška (Vincent Hauschka; 1766–1840), wiolonczelista, kompozytor i dyrygent pochodzący z Czech, który od roku 1792 działał w Wiedniu, był jednym z najbardziej podziwianych wirtuozów pierwszej połowy XIX w. Jego ulubionym instrumentem był baryton. Grając na nim odnosił znaczące sukcesy, też na dworze cesarskim. Komponował m.in. na baryton i na koncertach wykonywał własne utwory. Napisał m.in. pięć kwintetów na baryton i kwartet smyczkowy oraz pięć duetów na baryton i wiolonczelę, które uznaje się za zaginione. Na początku lat 60. XX w. odkryto w Wiedniu włoskie Canzonetti na różne głosy z towarzyszeniem barytonu, podpisane jego nazwiskiem

## Współczesny renesans barytonu
Instrument ten przeżywa swój renesans od lat 30. XX w. dzięki ruchowi historycznego wykonawstwa muzyki dawnej. Pionierami odrodzenia barytonu byli Christian Döbereiner, Karl Maria Schwamberger, János Liebner, August Wenzinger i Johannes Koch. Zaczęto budować nowe barytony. Początkowo instrumenty te, w tym czasie zostały nazywane cellitonem, konstruowano bardziej na wzór masywniejszych od viol wiolonczel, lecz – podobnie jak w przypadku równoległej historii odrodzenia klawesynu – w końcu zaczęto konstruować instrumenty lżejsze, bardziej podobne do swych historycznych poprzedników.
Prawdopodobnie pierwszą osobą, która zainicjowała odrodzenie barytonu, był Christian Döbereiner z Monachium. W roku 1934 zamówił u znanego monachijskiego lutnika, Ferdinanda Wilhelma Jaura, kopię instrumentu Simona Schödlera (1782). Podczas pierwszego występu na tym barytonie, który odbył się w Monachium w 1936 roku, wykonano trio Haydna. Instrument ten stanowi własność Muzeum Historycznych Instrumentów Smyczkowych Fundacji Orfeon i jest często wykorzystywany do wykonań.
Wśród współczesnych aktywnych wykonawców grających na barytonie można wymienić takich artystów, jak Kazimierz Gruszczyński, Jeremy Brooker, Balázs Kakuk (Haydn Baryton Trio Budapeszt), José Manuel Hernandez, John Hsu, Roland Hutchinson, Jose Vazquez czy Kenneth Slowik.
Wraz z odnowieniem wykonawstwa muzyki na baryton, stopniowo pojawiły się i nagrania. Kilka zespołów dokonało nagrań poszczególnych utworów, zaś zespół Esterházy Ensemble z Michaelem Brüssingiem (baryton) wydał kolekcję, która prezentuje całą twórczość Haydna na ten instrument.
Barytonem zaczęli się interesować także kompozytorzy współcześni. Wśród nich są np.
- Manfred Herbig, kompozytor niemiecki; napisał dla swojego Braunschweiger Barytontrio w składzie baryton, altówka i wiolonczela dwa trzyczęściowe tria z (1979 i 1983); zastosował baryton także w kantacie solowej Jesus in der Wüste (Jezus na pustyni; 1984) na tenor, trio barytonowe i klawesyn;
- János Liebner, kompozytor węgierski; napisał Divertimento concertante (1971) na baryton i orkiestrę kameralną.
- Klaus Huber, kompozytor szwajcarski; napisał ważną partię solową na baryton w swym utworze ...à l'âme de marcher sur ses pieds de soie... (2004).

Utwory na ten instrument napisało też wielu innych kompozytorów współczesnych.

## Literatura
- Kazimierz Sikorski: Instrumentoznawstwo, Polskie Wydawnictwo Muzyczne 1975, str. 61
- Efrim Fruchtman: The baryton. Its history and its music reexamined. w: Acta Musicologica 34, 1962, ISSN 0001-6241, s. 2–17.
- Carol Gartrell: Towards an inventory of antique barytons.  Galpin Society Journal 56:116-131, 2003.
- John Hsu: Program notes z wykonania przez autora triów Josepha Haydna nr 97, 111, 87, i 101 ze skrzypkiem Davidem Millerem i wiolonczelistą Fortunato Arico na ASV (GAU 104, 1986).
- Terence M. Pamplin: Baryton, w: David Wyn Jones (red.) Oxford Composer Companions:  Haydn.  Oxford:  Oxford University Press 2009.
- Julie Anne Sadie i Terence M. Pamplin: Baryton w: Oxford Music Online, bez daty, dostęp 20.02.2012.
- Robert Eitner, Franz Xaver Haberl: Bibliographie der Musik-Sammelwerke des XVI. und XVII. Jahrhunderts. Liepmannssohn, Berlin 1877.
- Georg August Griesinger: Biographische Notizen über Joseph Haydn. Breitkopf und Härtel, Lipsk 1810.
- Günther Hellwig: Joachim Tielke. Ein Hamburger Lauten- und Violenmacher der Barockzeit. Verlag Das Musikinstrument, Frankfurt am Main 1980, ISBN 3-920112-62-8, (Fachbuchreihe Das Musikinstrument 38).
- Friedemann und Barbara Hellwig: Joachim Tielke. Kunstvolle Musikinstrumente des Barock. Deutscher Kunstverlag, Berlin/München 2011, ISBN 978-3-422-07078-3.
- Haydn-Institut (red.): Joseph Haydn. Werke. Henle, München u. a. 1958– , (Insbesondere Reihe 14, Bd. 1-5: Barytontrios Nr. 1–126).
- Anthony van Hoboken: Joseph Haydn. Thematisch-bibliographisches Werkverzeichnis. Schott, Mainz 1957–1978, ISBN 3-7957-0003-5, Gruppe XI (Trios), XII (Duos), XIII (Konzerte).
- János Liebner: The baryton, w: The Consort 23, 1966, ISSN 0268-9111, S. 109–128.
- Carl Ferdinand Pohl, Hugo Botstiber: Joseph Haydn. 3 Bände. Breitkopf & Härtel, Leipzig 1875–1927; przedruk: Sändig, Wiederwalluf bei Wiesbaden 1971.
- Leopold Mozart: Versuch einer gründlichen Violinschule. Lotter, Augsburg 1756.
- Die Musik in Geschichte und Gegenwart, 2004.
- Répertoire International des Sources Musicales (RISM).
- Gustav Schilling: Enzyklopädie der Gesammten musikalischen Wissenschaften, oder Universal-Lexicon der Tonkunst. 7 Bände. Köhler, Stuttgart 1835–1842; przedruk: Olms, Hildesheim u. a. 1974; cytowany przez Hellwiga 1980.